# Anumara forbesi
Anumara forbesi е вид птица от семейство Трупиалови. Видът е застрашен от изчезване.

## Разпространение
Видът е разпространен в Бразилия.